# Asahi (Chiba)
Asahi (旭市; -shi) é uma cidade japonesa localizada na província de Chiba.
Em 2003 a cidade tinha uma população estimada em 41 154 habitantes e uma densidade populacional de 813,16 h/km². Tem uma área total de 50,61 km².
Recebeu o estatuto de cidade a 1 de Julho de 1954.

## Cidade-irmã e parceira
- Chino, Japão
- Nakagusuku, Japão (cidade parceira)

## Páginas externas
- Site oficial em japonês